# Betakoronavirus 1
Betakoronavirus 1 je vrsta koronavirusa koja inficira ljude i stoku. Virus koji inficira je jednolančani RNK virus, s pozitivnim osjećajem, i pripadnik je roda Betakoronavirus i subgena Embecovirus. Kao i ostali embekovirusi ima dodatni kraći površinski protein u obliku šiljka, nazvan hemaglutinin esteraza (HE).